# Shiant Islands
Die Shiant Islands (schottisch-gälisch: Na h-Eileanan Mòra oder Na h-Eileanan Seuntaⓘ) sind eine unbewohnte Inselgruppe, die zu den Äußeren Hebriden in Schottland gehört.

## Geographie
Die Inselgruppe liegt etwa 8 Kilometer südöstlich der Isle of Lewis im „The Minch“, der die Äußeren Hebriden vom schottischen Festland trennt. Die Shiant Islands bestehen aus drei großen Inseln (schottisch-gälisch: Eilean) und zahlreichen Skerries (Sgeir), die sich von Ost nach West über eine Länge von gut 5 Kilometern erstrecken und eine Gesamtfläche von 2,30 km² aufweisen. Größte Insel mit 1,43 km² Fläche ist Garbh Eilean (dt. „Raue Insel“), die über einen Tombolo mit Eilean an Taighe (Island of the cell) im Süden verbunden und nur bei Hochflut nicht erreichbar ist. Östlich der Doppelinsel liegt die dritte und kleinste der drei Inseln Eilean Mhuire.
Die Inseln sind bekannt für ihre markanten, über 100 Meter hohen Küstenkliffs, bestehend aus Dolerit. Höchste Erhebung der Shiant Islands ist der Mullach Buidhe auf Garbh Eilean mit 160 Meter über dem Meer.
Noch zu Beginn des 20. Jahrhunderts hatten die heute unbewohnten Inseln acht Einwohner. Die Shiant Isles sind in Privatbesitz: Sie gehörten von 1925 bis 1937 dem schottischen Schriftsteller Compton Mackenzie und wurden 1937 vom britischen Autor, Verleger und Politiker Nigel Nicolson erworben, dessen Erben die Inseln noch heute besitzen, jedoch nicht bewohnen.

Shiant Isles
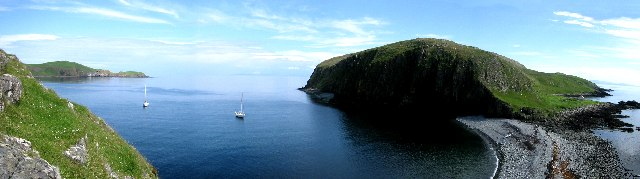
Panoramablick von Garbh Eilean auf den Tombolo und Eilean an Taighe (rechts) Eilean Mhuire (links)
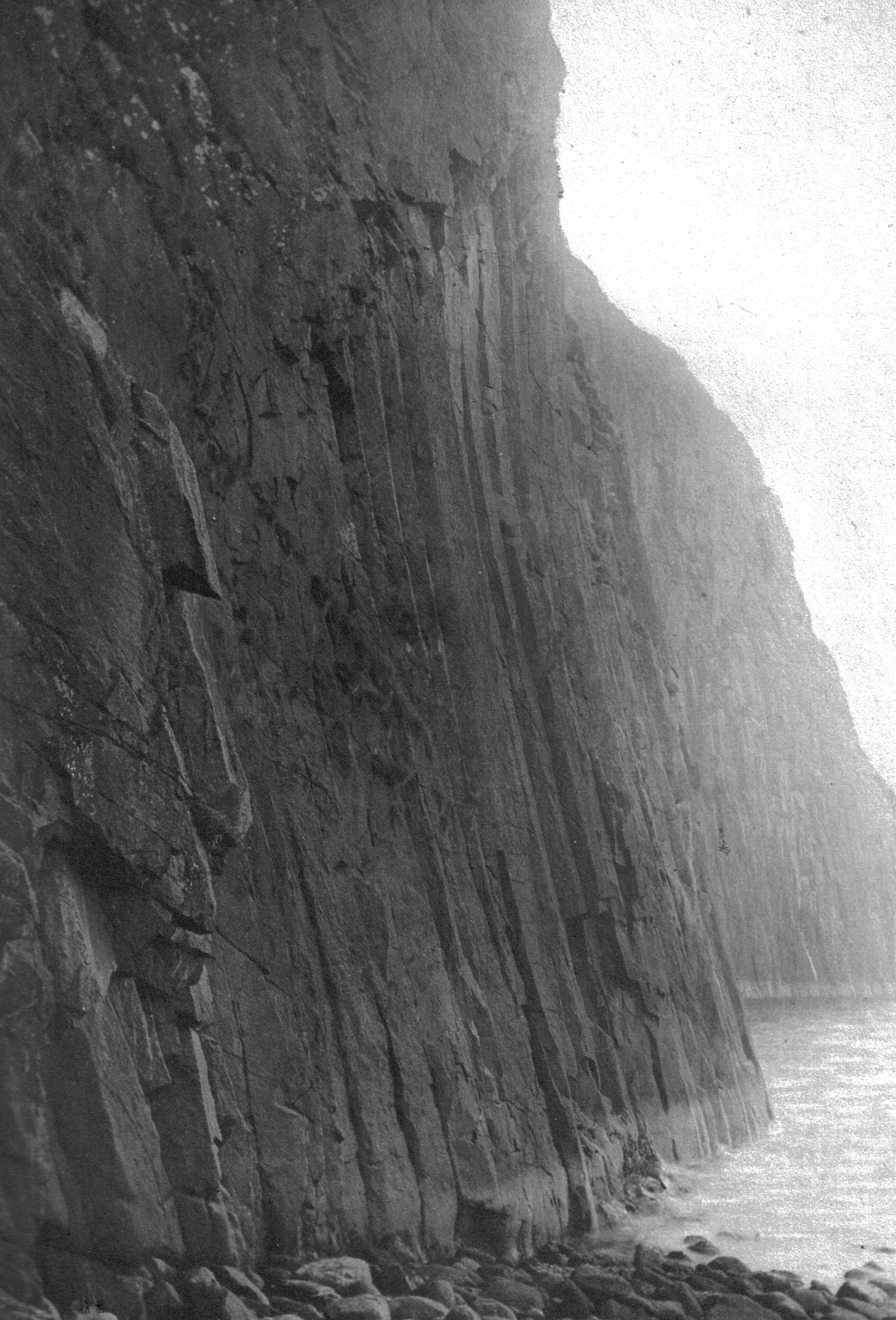
Die Kliffküste

## Geschichte
Das Trio der flügelförmigen Inseln, mit ihren Basaltsäulen voller Seevögel und grasbewachsenen Klippen mit Blumen, wurde in Adam Nicolsons elegischem Buch Sea Room (2001) beschrieben. Die Inseln haben eine Geschichte, die in die Jungsteinzeit zurückreicht. Der erste „Cursing Stone“ (Fluchstein), auch als „Butterlump“ bekannt, wurde auf den Shiant Islands gefunden. 2012 wurde der zweite auf der Insel Canna entdeckt. Der Stein hat einen Durchmesser von 25 cm und passt genau in eine Vertiefung in einem quaderförmigen Bullaun beim frühchristlichen Kreuz von Canna. Die Steine wurden auf etwa 800 n. Chr. datiert. Ab dem 12. Jahrhundert teilten sich die MacLeods und die MacKenzies ihren Besitz.

## Tierwelt (Fauna)
Die Shiant Islands beherbergen größere Kolonien an Seevögeln, unter anderem an Papageitauchern (Fratercula arctica), Trottellummen (Uria aalge), Dreizehenmöwen (Rissa tridactyla) oder  Tordalken (Alca torda). Die Inselgruppe stellt auch eines der wenigen schottischen Habitate der Hausratte (Rattus rattus) dar, deren Population auf etwa 3000 geschätzt wird und die sich nachweislich auch von Seevögeln ernähren.